# Епархия Вильяррики
Епархия Вильяррики (лат. Dioecesis Villaricensis) — епархия Римско-Католической церкви с центром в городе Вильяррика, Чили. Епархия Вильяррики распространяет свою юрисдикцию на территорию провинции Каутина. Епархия Вильяррики входит в митрополию Консепсьона. Кафедральным собором епархии Вильяррики является церковь Святейшего Сердца Иисуса.

## История
16 июля 1901 года Святой Престол Иоанн XXIII учредил апостольскую префектуру Араукании, выделив её епархии Консепсьона.
28 марта 1928 года Римский папа Пий XI издал бреве Sublimi veluti, которым преобразовал апостольскую префектуру Араукании в апостольский викариат.
5 января 2002 года Римский папа Иоанн Павел II издал буллу Studiosam omnino, которой преобразовал апостольский викариат Араукании в епархию Вильяррики.

## Ординарии епархии
- епископ Guido Benedikt Beck de Ramberga (20.01.1925 — 5.03.1958);
- епископ Carlos Guillermo Hartl de Laufen (5.03.1958 — 6.02.1977);
- епископ Sixto José Parzinger Foidl (17.12.1977 — 7.02.2009);
- епископ Francisco Javier Stegmeier Schmidlin (7.02.2009 — по настоящее время).

## Источник
- Annuario Pontificio, Libreria Editrice Vaticana, Città del Vaticano, 2003, ISBN 88-209-7422-3
- Бреве Sublimi veluti, AAS 20 (1928), стр. 221  (лат.)
- Булла Studiosam omnino  (лат.)